# Левин V фон дер Шуленбург
Левин V фон дер Шуленбург (на немски: Levin V von der Schulenburg; * 1585 в Базедов; † 1634 в Шпандау, Берлин) е благородник от род фон дер Шуленбург „Черната линия“ в Алтмарк, Саксония-Анхалт.
Той е син на Бернхард XIII фон дер Шуленбург (1557 – 1601) и първата му съпруга Анна фон Хан (1562 – 1589), дъщеря на Куно фон Хан († 1590) и Гьодел фон Малтцан. Внук е на Левин I фон дер Шуленбург (1510 – 1569) и Илза фон Квитцов (1518 – 1591). Баща му се жени втори път на 13 юни 1591 г. за Мария фон Квитцов (1573/1576 - 1631). Сестра му Годела фон дер Шуленбург (1583/1589 – 1614) e омъжена на 20 май 1610 г. в Бранденбург за Бусо V фон дер Асебург (1586 – 1646).
Замъкът Бетцендорф е от 1340 г. собственост на род фон дер Шуленбург, след напускането на замък-резиденцията Шуленбург при Щапенбек близо до Залцведел. Бетцендорф става през следващите векове фамилно главно място на рода.

## Фамилия
Левин V фон дер Шуленбург се жени 1618 г. в Шпандау за Амалия Кунигунда фон Рибек (* 1602; † сл. 1653), дъщеря на Ханс Георг I фон Рибек (1577 – 1647) и Катарина фон Броезигке (1581 – 1650). Те имат децата:
- Георг Вернер фон дер Шуленбург († 1677), женен 1655 г. в Шпандау за Хедвиг София фон Рибек (1636 – 1661)
- Анна Катарина фон дер Шуленбург (1620 – 1669), омъжена за Андреас фон Клитцинг (* 1612; † 23 февруари 1660)